# Gleichen (Basse-Saxe)
Pour les articles homonymes, voir Gleichen.
Gleichen est une municipalité allemande du land de Basse-Saxe et l'arrondissement de Göttingen.

## Situation, géographique

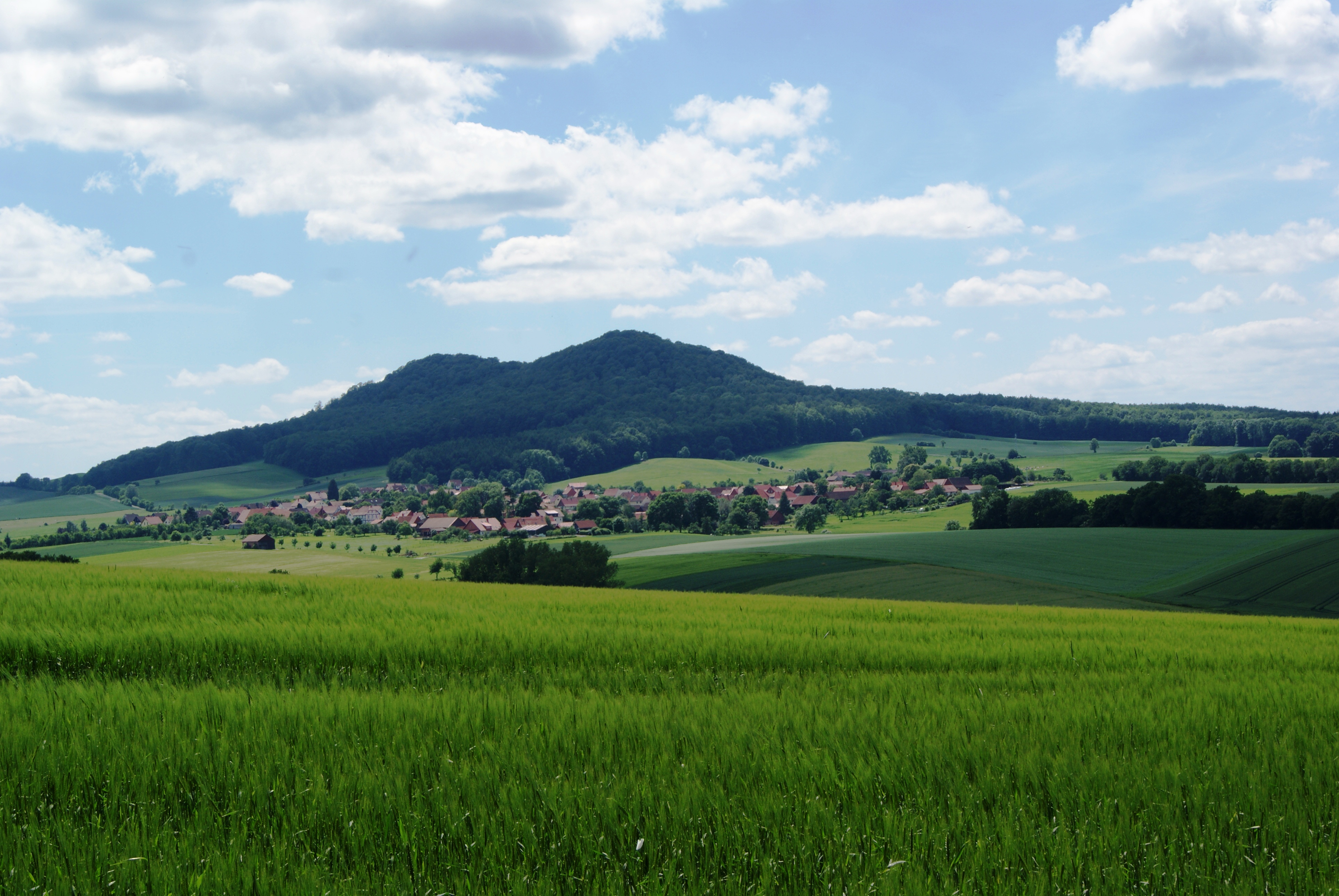
Les montagnes jumelles Die Gleichen.

La commune de Gleichen se trouve au sud-est de Göttingen, à l'ouest-sud-ouest de Duderstadt et au nord-nord-ouest de Heilbad Heiligenstadt. La plus grande partie occidentale de la commune se trouve dans l'espace naturel de la forêt de Reinhäuser (de). Plusieurs quartiers de la vallée de la Garte sont traversés par la Garte (de) et la vallée de Bremke, avec les localités de Bremke (de) et de Reinhausen (de) par le petit Wendebach (avec la retenue de Wendebach (de), tous deux affluents droits ou orientaux de la Leine.
Au centre du territoire communal se trouvent Die Gleichen (de), deux montagnes jumelles atteignant 430 m d'altitude, qui s'élèvent entre Appenrode, Bettenrode et Gelliehausen. Les deux montagnes étaient autrefois couronnées de châteaux dont il reste des ruines.

## Quartiers
La commune, qui a été créée par la réforme des communes de 1973, compte les 16 quartiers suivants ; le siège administratif se trouve à Reinhausen.
- Beienrode
- Benniehausen
- Bremke
- Bischhausen
- Diemarden
- Etzenborn
- Gelliehausen
- Groß Lengden
- Ischenrode
- Kerstlingerode
- Klein Lengden
- Reinhausen
- Rittmarshausen
- Sattenhausen
- Weißenborn
- Wöllmarshausen

## Histoire
Au Moyen Âge, le tribunal d'Altengleichen (de) a été créé, un tribunal patrimonial (de) subordonné aux seigneurs d'Uslar-Gleichen (de), qui y possédaient la Haute Cour. Les localités comprenaient Gelliehausen, Benniehausen, Wöllmarshausen, Bremke, ainsi que les domaines de Sennickerode, Appenrode, Elbickerode et Volgelsang. De même que l'office de Neuengleichen a été supprimé le 4 juillet 1825, le tribunal d'Altengleichen a été incorporé à l'office de Reinhausen (de) en 1852, dans le cadre de la réforme de la juridiction hanovrienne. En 1848, le tribunal d'Altengleichen comptait 1 988 habitants, 324 bâtiments d'habitation et une superficie de 0,432 km2. La commune de Gleichen existe depuis le 1er janvier 1973. À cette date, les communes de Beienrode, Benniehausen, Bischhausen, Bremke, Diemarden, Etzenborn, Gelliehausen, Groß Lengden, Ischenrode, Kerstlingerode, Klein Lengden, Reinhausen, Rittmarshausen, Sattenhausen, Weißenborn et Wöllmarshausen ont été réunies en une nouvelle commune.